# Raión de Velyky Bereznyi
Velyky Bereznyi (en ucraniano: Великоберезнянський район) es un raión o distrito de Ucrania en el óblast de Zakarpatia. 
Comprende una superficie de 809 km².
La capital es la ciudad de Velyky Bereznyi.

## Demografía
Según estimación 2010 contaba con una población total de 28211 habitantes.

## Otros datos
El código KOATUU es 2120800000. El código postal 89000 y el prefijo telefónico +380 3135.